# Dennehotso (Arizona)
Dennehotso es un lugar designado por el censo (en inglés, census-designated place, CDP) situado en el condado de Apache, Arizona, Estados Unidos. Según el censo de 2020, tiene una población de 587 habitantes.
Es parte de la reserva india conocida como Nación Navajo.

## Geografía
La localidad está ubicada en las coordenadas 36°49′44″N 109°52′32″O / 36.82889, -109.87556 (36.828998, -109.875694). Según la Oficina del Censo, tiene una superficie total de 25.80 km², de los cuales 25.78 km² corresponden a tierra firme y 0.02 km² están cubiertos de agua.

## Demografía
Según el censo de 2020, en ese momento había 587 personas residiendo en la localidad. La densidad de población era de 22.77 hab./km². El 98.98% de los habitantes son amerindios, el 0.34% son blancos, el 0.17% era de otra raza y el 0.51% eran de una mezcla de razas. Del total de la población, el 0.17% era hispano o latino.